# Stazione di Monaco di Baviera Karlsplatz
La stazione di Monaco di Baviera Karlsplatz (in tedesco: Bahnhof München Karlsplatz), è una stazione sotterranea che serve sia la rete della S-Bahn che della metropolitana la quale chiama la stazione semplicemente Karlsplatz (Stachus). Si trova nel centro di Monaco di Baviera, nell'omonima piazza. È una delle stazioni più frequentate di Monaco, dato che si trova all'estremità occidentale dell'Altstadt (città vecchia). In questa stazione è possibile effettuare l'interscambio tra tram, U-Bahn e S-Bahn.
Le strutture della metropolitana furono costruite come parte dell'infrastruttura della S-Bahn negli anni settanta. La stazione della metropolitana è stata poi inaugurata il 10 marzo 1984.
La stazione è composta da cinque livelli.

## Livello 1
Il primo livello, appena al di sotto del livello della strada, ospita un grande centro commerciale; anche alcune grandi catene come Kaufhof e Woolworth hanno punti vendita in questa stazione.

## Livello 2
Il secondo livello ospita uno sportello della Stadtsparkasse, una grande banca locale, oltre a macchinette emettitrici di biglietti.

## Livello 3
Il terzo livello contiene la stazione della S-Bahn, con due binari e tre banchine, poste secondo la "soluzione spagnola": la banchina ad isola serve solo alla salita, mentre quelle ai lati servono per la discesa. In questa stazione fermano le linee S1, S2, S3, S4, S6, S7 e S8.

## Livello 4
Il quarto livello permette l'interscambio tra S-Bahn e U-Bahn.

## Livello 5
Il quinto livello ospita la stazione della metropolitana (U-Bahn), con due binari e due banchine. In questa stazione fermano le linee U4 e U5; questa stazione è la più profonda dell'intera rete e contiene anche le più lunghe scale mobili.